# Lepidostoma corollatum
Lepidostoma corollatum är en nattsländeart som beskrevs av Weaver och Huisman 1992. Lepidostoma corollatum ingår i släktet Lepidostoma och familjen kantrörsnattsländor. Inga underarter finns listade i Catalogue of Life.